# Orzivecchi
Orzivecchi is een gemeente in de Italiaanse provincie Brescia (regio Lombardije) en telt 2371 inwoners (31-12-2004). De oppervlakte bedraagt 9,9 km², de bevolkingsdichtheid is 254 inwoners per km².

## Demografie
Orzivecchi telt ongeveer 936 huishoudens. Het aantal inwoners steeg in de periode 1991-2001 met 7,1% volgens cijfers uit de tienjaarlijkse volkstellingen van ISTAT.
| Jaar | Inwoneraantal |
| ---- | ------------- |
| 1991 | 2134          |
| 2001 | 2286          |

## Geografie
Orzivecchi grenst aan de volgende gemeenten: Comezzano-Cizzago, Orzinuovi, Pompiano, Roccafranca.